# Guarani Futebol Clube (Alegrete)
O Guarani Futebol Clube foi um clube de futebol da cidade de Alegrete, no estado do Rio Grande do Sul. O clube - vice-campeão do Campeonato Gaúcho dos anos 1922 e 1931 - foi fundado no 20 de setembro de 1912 e em 20 de Fevereiro de 1973 se fundiu com o local rival Flamengo FC (não confundir com o CEF Flamengo) para estabelecer o novo clube Associação Atlética Alegrete.
O jogador mais bem conhecido do Guarani é Moderato Wisintainer, participante na Copa do Mundo de 1930, o que jogou pelo clube até 1920 e 1931-32.

## História
O Guarani foi fundado no dia 20 de setembro de 1912 pelos irmãos Assumpção Lúcio, Euclides (Quida) e Luiz. Vindos de Bagé e entusiasmados com o futebol do Guarany bageense, resolveram fundar um clube homônimo em Alegrete: o Guarany Foot-Ball Club. A reunião do ato de fundação do Guarani ocorreu na Barraca Adures, na Avenida Assis Brasil, número 170. A primeira diretoria do Guarani ficou assim estabelecida:
- Presidente: Dr. Celso de Oliveira Quintana
- 1° Vice-presidente: Adolfo Schamberg
- Capitão: Quirino Ferreira Quinteiro

O clube, recém-formado, fez um convite para que o Guarany de Bagé disputasse uma partida amistosa em Alegrete. O jogo ocorreu no campo do Guarani, no local onde atualmente está situado o Instituto de Educação Oswaldo Aranha, e a partida terminou empatada em zero a zero.
No dia 5 de junho de 1926, o Guarani disputou um amistoso contra o Uruguay Club de Artigas, na Praça 14 de Julho. Após licenciado por algum tempo, o clube retornas às suas atividades em 1938.
O Guarani de Alegrete foi vice-campeão estadual por duas vezes: em 1922 e em 1931, perdendo o título em ambos os anos para o Grêmio, em 1922 com resultado de 1×2 e em 1931 de 0×3. Filiado à Liga Alegretense de Futebol, Guarani foi 20 vezes campeão da cidade entre 1913 e 1953.
Documentos, fotografias e troféus  da história do clube são preservados no Museu de Futebol João Saldanha em Alegrete.

## Títulos
- Campeonato do Interior: 1922 e 1931.
- Campeonato Citadino de Alegrete: 20 vezes — 1913, 1916, 1917, 1922, 1924, 1926, 1927, 1928, 1929, 1931, 1932, 1938, 1940, 1941, 1942, 1949, 1950, 1951, 1952 e 1953.

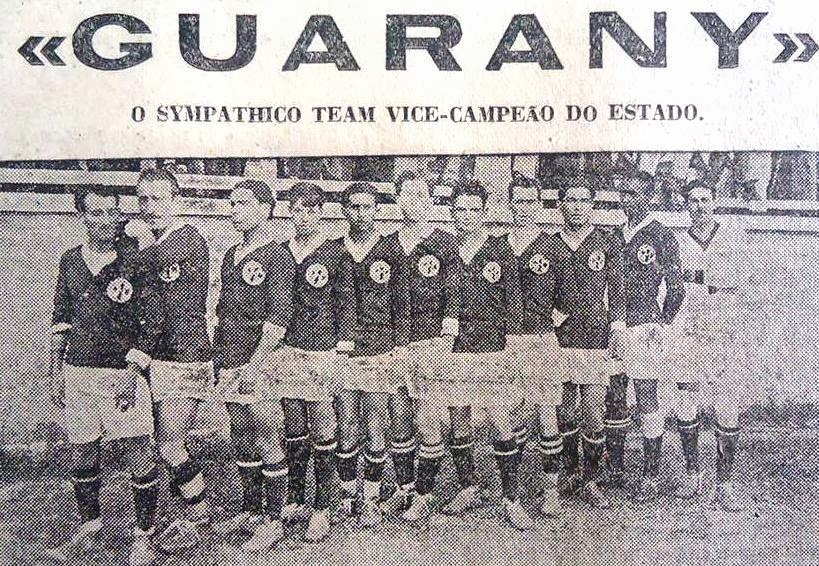
Guarani FC 1931, o segundo da esquerda é Moderato
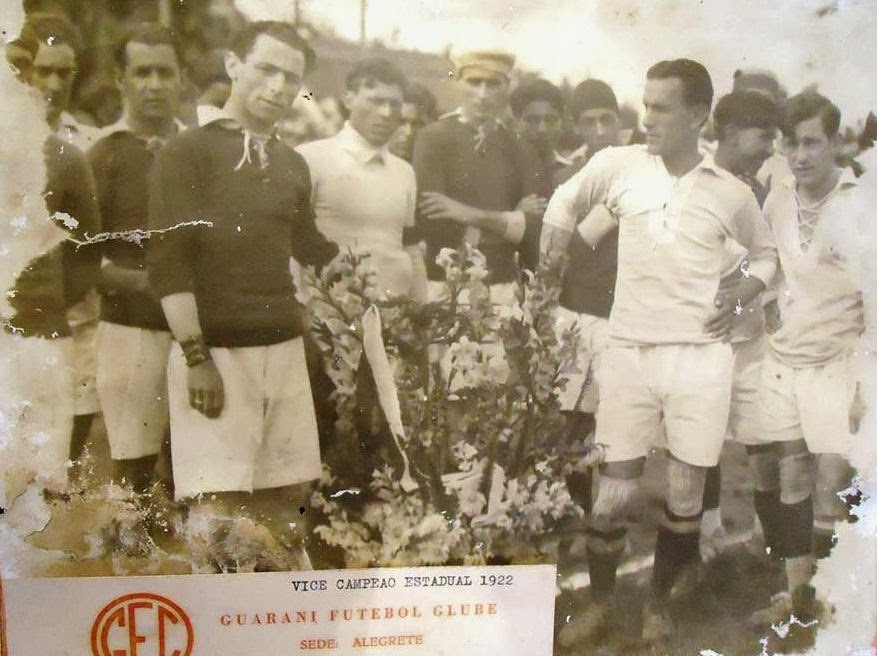
Final do Campeonato Gaúcho com os jogadores Lagarto (Grêmio) / Lúcio & Assumpção (Guarany)

## Presidentes
| - 1912 a 1914 - Celso de Oliveira Quintana - 1915 - Gesuíno Orique Ribeiro - 1916 - Dorval Antunes Maciel - 1917 - Gesuíno Orique Ribeiro - 1918 a 1919 - Major José Espínola - 1920 - Jacques Freitas Valle - 1921 a 1922 - Magno Xavier - 1923 - desconhecido - 1924 - Jacques Freitas Valle - 1925 - Salatiel Santos - 1926 - Geraldo Ribeiro | - 1927 - Celestino de Moura Prunes - 1928 - Silvio Duncan - 1929 a 1931 - Celestino de Moura Prunes - 1932 - Geraldo Ribeiro - 1933 a 1934 - Coronel Mário Neves Galvão - 1935 - Mário Lecuona Borges - 1936 - Geraldo Ribeiro - 1937 - Telêmaco Ruas - 1938 a 1939 - Antônio Escarrone da Silva - 1940 - Mário Borges - 1941 - Telêmaco Ruas | - 1942 a 1943 - Mário Borges - 1944 - Telêmaco Ruas - 1945 - Nilo Brasil Milano - 1947 - Lucio Assumpção - 1948 - Coronel Mário Neves Galvão - 1949 - Franklin Jorgens - 1950 - Coronel Mário Neves Galvão - 1951 a 1952 - Alfeu Bueno Cueto - 1953 a 1954 - Mário Thadeu | - 1955 - Oswaldo Ferrari - 1956 - Mirandolino Comaru - 1957 a 1959 - Delci de Souza Dornelles - 1960 - Plínio Assumpção - 1961 a 1962 - Francisco Larré - 1963 - Olímpio F. Guerra - 1964 a 1965 - Plínio Assumpção - 1966 - José Pinto Bicca de Medeiros - 1967 - Aristófanes Ferreira da Costa - 1968 - Luiz Alberto Fernández - 1969 a 1970 - Pery de Quadros Mazullo - 1971 a 1972 - Auri Severo Dornelles |